# 17502 Manabeseiji
17502 Manabeseiji este un asteroid din centura principală de asteroizi.

## Descriere
17502 Manabeseiji este un asteroid din centura principală de asteroizi. A fost descoperit pe 23 martie 1992 la Kitami de Kin Endate și Kazuro Watanabe. Asteroidul prezintă o orbită caracterizată de o semiaxă mare de 2,28 ua, o excentricitate de 0,12 și o înclinație de 4,2° în raport cu ecliptica.